# Spartalizumab
Lo spartalizumab (PDR001 secondo la Denominazione comune internazionale) è un anticorpo monoclonale umanizzato, con funzioni di inibizione del "punto di controllo immunitario", che è stato oggetto di studi clinici volti a valutarne l'eventuale efficacia terapeutica nei pazienti affetti da melanoma.
Lo spartalizumab, prodotto dalla casa farmaceutica Novartis, nel 2018 risultava impiegato in alcune sperimentazioni cliniche giunte in fase III.